# ARN vòng

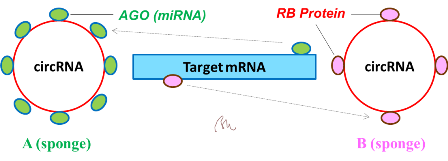
RNA vòng và chức năng "thấm" của nó.

RNA vòng là một loại RNA mà chuỗi pôlyribônuclêôtit của nó tạo thành một vòng hoá trị, nghĩa là các đầu 3 'và 5' của nó kết nối với nhau tạo thành đường cong kín (hình 1). Khái niệm này dịch từ thuật ngữ Hóa sinh tiếng Anh:  Circular RNA, kí hiệu (viết tắt) là circRNA.

## Đặc điểm
- RNA vòng không có cấu trúc tuyến tính (Sinh học phổ thông Việt Nam gọi là cấu trúc "mạch thẳng"[4]) mà lại có cấu trúc vòng, do đầu 3' của nó nối với đầu 5' tạo thành một cái vòng.
- RNA vòng ngắn hơn mRNA tuyến tính "sinh" ra nó, thường chỉ khoảng 1000 ribônuclêôtit (1Kb).
- RNA vòng có khả năng chống thoái hóa và chống phân giải do tác động của ribônuclêaza (do không có đầu rời), nên ổn định hơn hầu hết các RNA tuyến tính.[5]

## Lược sử phát hiện

mRNA sơ khai cần qua quá trình chế biến, trong đó các intron bị xử lí loại bỏ, rồi các êxon nối nhau, sau đó thêm đuôi pôlyA vào đầu 3 '.

- Các dấu hiệu đầu tiên về sự tồn tại của circRNA (RNA vòng) được phát hiện khi phân tích gen DCC của người. Gen DCC mã hóa một prôtêin gọi là thụ thể netrin-1 liên quan đến sự phát triển của hệ thần kinh. Qua một thí nghiệm nhằm xác định kết nối êxôn bằng cách khuếch đại và giải trình tự RT-PCR (Nigro và cộng sự, 1991), vì gen DCC hồi đó được giả định là có liên quan đến bệnh Alzheimer.[6] Sau đó, một loại circRNA khác phát sinh từ gen Sry của chuột được trong tinh hoàn của chuột trưởng thành được tìm thấy: phiên bản của Sry lại có dạng tròn 1,23 kb (Capel và cộng sự, 1993). Tuy nhiên, chưa có các nghiên cứu sâu rộng hơn, nên các nhà nghiên cứu hàng đầu trong Sinh học phân tử chưa thật rõ về cấu trúc, phát sinh và ý nghĩa chức năng của dạng đồng phân (isoform) kì lạ này.
- Liên tiếp trong những năm sau, những khám phá ngày càng nhiều dẫn đến kết luận là thật sự tồn tại loại RNA đồng phân "bất thường" này. Đến năm 2012, một kết quả nghiên đột biến đã xảy ra trong nỗ lực tìm kiếm rối loạn di truyền trong ung thư. Các nhà nghiên cứu đã ngẫu nhiên phát hiện các circRNA trong những mẫu RNA-seq bạch cầu cấp tính ở trẻ em, cũng như một số dòng tế bào ung thư và không ung thư ở não chuột (Salzman và cộng sự, 2012).[7]

## Quá trình hình thành RNA vòng
- Các nhà khoa học phát hiện ra circRNA được hình thành trong quá trình chế biến mRNA sơ khai (Pre-mRNA) thành mRNA trưởng thành ở sinh vật nhân thực theo nhiều cách khác nhau. Trong quá trình chế biến này, mRNA sơ khai vừa được phiên mã từ gen phân mảnh nên có cả intrôn (vùng không mã hóa) và êxôn (vùng mã hóa). Tuy các vùng intron rất cần cho bảo quản và lưu giữ mã di truyền trong cấu trúc của DNA cũng như nhiễm sắc thể, nhưng lại không có mã, nghĩa là không cần dịch thành prôtêin. Do đó, việc đọc và giải "bức thư di truyền" của bố mẹ gửi cho sẽ rất lâu và không cần thiết, nên tự nhiên đã sinh ra cơ chế xử lí này. Lúc chịu xử lí, mRNA sơ khai cần phải cắt bỏ hết các intron (vùng không mã hóa), rồi các êxôn (vùng mã hóa) sẽ phải được nối với nhau để tạo thành một chuỗi mã liên tục.[4][8] Sau đó được gắn thêm "chóp" GTP và "đuôi" pôlyA để bảo vệ rồi mới được xuất ra khỏi nhân.

Sự tạo thành RNA vòng

- Tuy nhiên, một số đoạn đã qua xử lí từ mRNA sơ khai có thể kết nối với nhau, trong đó đoạn phía thượng nguồn (5') có thể ghép nối nối với đoạn phía hạ lưu (3'). Quá trình này ngược với chế biến bình thường, nên gọi là backsplicing (chế biến ngược hay nối ngược hoặc xử lý ngược).[7][9]
- Trong quá trình chế biến ngược này, RNA vòng được tạo thành có thể bao gồm chỉ một hoặc nhiều êxôn, hoặc đôi khi có xen kẽ một vài intron trong chuỗi pôlyribônuclêôtit vòng được tạo thành (nét đường tối ở vòng 3 + 4 trong hình bên).

## Chức năng
Khi mới được phát hiện, một số nhà khoa học cho rằng RNA vòng là do đột biến, nghĩa là thường liên quan đến rối loạn hay bệnh tật. Tuy nhiên các nghiên cứu sau này cho rằng RNA vòng có chức năng tự nhiên nhất định, mặc dù một số rối loạn hay bệnh tật có liên quan đến nó.
- Theo Hansen và cộng sự (2013) nó có hoạt động như một miếng xốp (sponge tức bọt biển) tí hon "thấm" các miRNA, chẳng hạn như mỗi circRNA đã gắn kết theo kiểu "thấm" này với 16 phân tử của miR-138.
- Hình đầu trang mô tả các AGO (một loại RNA siêu nhỏ) liên kết ở những vị trí xác định trên miếng "bọt bể" RNA vòng (sơ đồ A, bên trái); còn các RBP (viết tắt từ RNA-binding proteins, tức RNA liên kết prôtêin) gắn ở những vị trí xác định trên miếng "bọt bể" RNA vòng khác (sơ đồ B, bên phải). Do đó có thể gây ra cạnh tranh miRNA / RBP (mũi tên trong hình) từ mRNA mục tiêu (Target mRNA) của nó, từ đó ảnh hưởng đến biểu hiện gen.
- Ngoài ra, qua sự tương tác với U1 snRNP, thì nhóm circRNA exon-intron (EIciRNAs) có thể tương tác với các phức hợp phiên mã ở các gen chủ để phát sinh phiên mã (Li và cộng sự, 2015).[7]
- Một RNA vòng khác tên là ciRS-7 (hoặc CDR1as) phát sinh từ lô-cut gen Cdr1 antisense, cũng có thể hoạt động như một miếng bọt biển tí hon như vậy với miRNA (Hansen, 2013; Memczak, 2013). Năm 2015 có nhà khoa học đã phát hiện ciRS-7 này có khá nhiều ở não Thú kể cả người và được tạo ra trong quá trình phát triển thần kinh (Rybak-Wolf et al., 2015) và có hàng chục 70 vị trí liên kết với miRNA. Bởi thế, RNA vòng có thể đóng vai trò cần thiết trong sự phát triển của bộ não.
- Khi so sánh RNA vòng từ tinh hoàn chuột với RNA vòng từ tế bào người, đã thấy 69 RNA vòng tương tự nhau. Chẳng hạn, cả người và chuột đều có gen HIPK2 và HIPK3, từ đó tạo ra một lượng đáng kể RNA vòng từ một exon tương tự nhau. Điều này chứng tỏ RNA vòng được bảo tồn trong tiến hóa, mặc dù chức năng tiến hoác cụ thể của nhóm này chưa được xác định.